# Gabriele Askamp
Gabriele Askamp, auch Gaby genannt, (* 12. Juli 1955 in Bremerhaven) ist eine deutsche Schwimmerin, Olympiateilnehmerin und dreifache Deutsche Meisterin.

## Biografie
Askamp trainierte bei der SSG Bremerhaven/GTV und dann beim OSC Bremerhaven. 1973 wurde sie in der Bestenliste des Deutschen Schwimm-Verbandes über 100 Meter Kraul als Neunte und über 100 bzw. 200 Meter Rücken auf Platz 16 bzw. 13 sowie über 200 Meter Lagen auf Platz 7 geführt.
Sie nahm nach dem erfolgreichen Abitur an den Deutschen Schwimmmeisterschaften 1975 in Hannover teil und gewann die 100 m Brust in 1:14,50 Minuten, zuvor hatte sie ihre Disziplin von Rücken und Kraul auf Brust umgestellt. Bei den Weltmeisterschaften 1975 wurde sie Sechste. 1976 verteidigte sie in Bonn ihren Titel Deutsche Meisterin in 100 m Brust und gewann auch die 200 m Brust. Bei den Olympischen Sommerspielen 1976 in Montreal belegte sie in 100 m den fünften Platz im Endlauf. Zuvor hatte sie im März 1976 mit 1:13,61 Minuten über 100 Meter den damaligen deutschen Rekord erreicht und über 200 Meter Brust ihre Bestzeit mit 2:39,84 Minuten.
Nach den Olympischen Sommerspielen 1976 zog sich Askamp vom Leistungssport zurück und lebt seit 1985 in Weilheim.

### Erfolge
- 1975 – Deutsche Schwimmmeisterschaften 1975, Hannover: Gold über 100 m Brust in 1:14,50 min
- 1976 – Deutsche Schwimmmeisterschaften 1976, Bonn: Gold über 100 und 200 m Brust